# 凌永顺
凌永顺（1937年4月2日—2023年7月2日），安徽定远人，电子对抗技术专家，中国工程院院士。
1997年，获选中国工程院信息与电子工程学部院士。
于2023年7月2日因病医治无效，在北京逝世，享年86岁。